# Issa Kaboré
Issa Kaboré (* 12. Mai 2001 in Bobo-Dioulasso) ist ein burkinischer Fußballspieler, der bei Manchester City unter Vertrag steht und für die Rückrunde der Saison 2024/25 an Werder Bremen ausgeliehen ist. Der rechte Außenverteidiger ist seit Juni 2019 burkinischer Nationalspieler.

## Karriere

### Verein
Issa Kaboré wechselte im August 2019 nach erfolgreichem Probetraining vom Rahimo FC zum belgischen Erstligisten KV Mechelen, wo er einen Zweijahresvertrag mit Option auf zwei weitere Jahre unterzeichnete. Sein Debüt in der höchsten belgischen Spielklasse bestritt er am 11. Februar 2020 (23. Spieltag) bei der 1:2-Auswärtsniederlage gegen Sporting Charleroi. Auch in den nächsten vier Ligaspielen stand Kaboré in der Startformation, bevor die Saison 2019/20 vorzeitig aufgrund der COVID-19-Pandemie abgebrochen wurde.
Am 29. Juli 2020 wechselte Kaboré zum englischen Erstligisten Manchester City, kehrte aber umgehend als Leihspieler für die gesamte Spielzeit 2020/21 zum KV Mechelen zurück. Bereits am ersten Spieltag schaffte er es beim 2:2-Unentschieden gegen den RSC Anderlecht mit zwei Torvorlagen aufzuzeigen. In der Saison 2020/21 bestritt er 27 von 40 möglichen Ligaspielen sowie zwei Pokalspiele für Mechelen.
Zur Saison 2021/22 kehrte Kaboré zunächst in den Kader von Manchester City zurück, wurde dann aber Anfang Juli 2021 für die Saison 2021/22 an den Aufsteiger in die französische Ligue 1 ES Troyes AC verliehen. Für die folgende Saison 2022/23 verlieh ihn Manchester City ebenfalls in die Ligue 1 zu Olympique Marseille. Im Sommer 2023 folgte eine Leihe zum englischen Aufsteiger in die Premier League Luton Town. Im September 2024 schloss sich eine Leihe nach Portugal zu Benfica Lissabon an. Im Januar 2025 folgte eine weitere Leihe für ein halbes Jahr zu Werder Bremen.

### Nationalmannschaft
Am 9. Juni 2019 debütierte Kaboré beim 0:0 gegen die Demokratische Republik Kongo in der burkinischen A-Nationalmannschaft. Er gehörte zum Kader von Burkina Faso beim infolge der COVID-19-Pandemie erst 2022 ausgetragenen Afrika-Cup 2021 und spielte in allen sieben Spielen einschließlich des verlorenen Spieles um Platz 3.